# Imperial Valley
Imperial Valley är ett område i sydöstra Kalifornien, USA, öster om San Diego. Området ligger, delvis, mellan Coloradofloden och insjön Salton Sea.
De största orterna är El Centro och Brawley, samt tvillingstäderna Calexico och Mexicali på ömse sidor om gränsen mellan USA och Mexiko.
Lokalt används begreppen "Imperial Valley" och "Imperial County" synonymt.